# RKO Pictures
RKO Pictures (Radio-Keith Orpheum Pictures) è stata una casa di produzione e distribuzione cinematografica statunitense. È nota per il logo di apertura dei film, il globo terrestre con in cima la torre radio, e il logo di chiusura, un triangolo attraversato da una saetta.

## Storia
Nel periodo d'oro di Hollywood, tra gli anni 1930 e gli anni cinquanta, la RKO faceva parte del gruppo delle cinque major (comunemente noto come The Big Five) insieme a Metro-Goldwyn-Mayer, Paramount Pictures, Warner Bros. e 20th Century Pictures (l'attuale 20th Century Studios). Le mini-major invece erano Columbia Pictures, Universal Pictures e United Artists, le cosiddette Little Three, che occupavano un posto di secondo piano poiché, non avendo proprie sale cinematografiche, non controllavano tutto il ciclo produttivo cinematografico costituito dalla produzione, dalla distribuzione e dall'esibizione ovvero l'esercizio di sale cinematografiche, che era monopolio esclusivo del gruppo delle cinque major.
La compagnia Radio-Keith-Orpheum Corporation venne fondata nel mese di ottobre del 1928 a seguito della fusione di Keith-Albee Orpheum Theaters (KAO), una compagnia proprietaria della più grande catena di teatri di vaudeville e di sale cinematografiche del nord America, e la Film Booking Offices of America (FBO), una società di produzione e distribuzione cinematografica di proprietà di Joseph P. Kennedy che era stata fondata nel 1920 come Robertson-Cole Corporation da due imprenditori inglesi, H.F. Robertson e Rufus S. Cole.
La fusione avvenne sotto l'egida ed il controllo di David Sarnoff, boss della Radio Corporation of America (RCA) e dello stesso Kennedy, che aveva acquistato la FBO nel 1925. La RCA aveva sviluppato un proprio sistema di registrazione audio per il cinema attraverso la divisione RCA Photophone in concorrenza con il sistema Vitaphone della Warner Bros., quest'ultimo dominava il mercato poiché quasi tutte le maggiori case di produzione cinematografica, avevano stretto un patto per l'utilizzo del sistema Vitaphone o ne avevano sviluppati in proprio acquistando i brevetti disponibili. La RCA, quindi, era rimasta tagliata fuori dal settore e David Sarnoff pensò di creare una nuova società di produzione.
La RCA entrò a far parte della FBO nel 1927 e Kennedy acquistò parte della KAO nello stesso anno. Kennedy estromise Edward Franklin Albee presidente della KAO, rimpiazzandolo nella carica, infine vendette le proprie azioni KAO ed FBO alla RCA, restando comunque azionista della nuova compagnia, la Radio-Keith-Orpheum Corporation. Il titolo RKO alla borsa americana in breve tempo conseguì dei risultati eccezionali diventando uno dei titoli azionari migliori, ma nel 1931 Joseph P. Kennedy, che nel frattempo aveva acquisito la Pathé Exchange ramo americano del colosso cinematografico francese Pathé, attraverso un'operazione finanziaria molto criticata fece in modo che la Radio-Keith-Orpheum Corporation acquisisse l'intero controllo di Pathé Exchange.
Joseph P. Kennedy conseguì perciò una eccezionale plusvalenza per sé stesso, causando però un notevole esborso di capitali per la RKO e il conseguente deprezzamento in borsa del titolo azionario. La cosa provocò le inutili proteste e le ire dei piccoli azionisti danneggiati dall'operazione. Per qualche anno la Pathé venne gestita autonomamente e ribattezzata RKO Pathé, in seguito alle difficoltà economiche intervenute per la RKO Radio-Keith Orpheum Corporation dovute anche al periodo di crisi economica seguita al tracollo della borsa americana del 1929, le varie società del gruppo: RKO Radio Pictures inc., RKO Distributing corp., RKO Productions inc., RKO Studios, RKO Pathé vennero riorganizzate ed accorpate confluendo nella controllata RKO Radio Pictures inc.
Nei primi anni di attività la RKO Radio Pictures, inc. distribuì i propri film e quelli di altre società di produzione con i marchi di servizio "Radio Pictures" e "a Radio Picture", enfatizzando così la novità costituita dall'introduzione del cinema sonoro. Nel 1936 i marchi di servizio vennero aggiornati diventando "RKO Radio Pictures" e "an RKO Radio Picture" con conseguente restyling dei rispettivi loghi.

## RKO Radio Pictures
Negli anni 1930 la RKO produceva circa quaranta pellicole l'anno e siglò un importante contratto di distribuzione con la Walt Disney Productions nel 1937, durato poi fino al 1954, attraverso il quale distribuì negli Stati Uniti d'America e nel resto del mondo tutti i più famosi lungometraggi classici Disney: Biancaneve e i sette nani, Pinocchio, Fantasia, Dumbo - L'elefante volante, Bambi, Saludos Amigos, I tre caballeros, Musica maestro, Bongo e i tre avventurieri, Lo scrigno delle sette perle, Le avventure di Ichabod e Mr. Toad, Cenerentola, Alice nel Paese delle Meraviglie, Le avventure di Peter Pan, i documentari, i cortometraggi animati, ed i film a tecnica mista animazione e realtà.
Oggi, con l'avvento del DVD, molti di questi film sono stati restaurati integralmente, compresi tutti gli elementi originali, ed è quindi possibile ammirare nei titoli di testa uno dei due loghi della RKO, un triangolo con una saetta realizzato a colori e con varianti di volta in volta diverse. L'altro famoso logo, utilizzato solamente per le proprie produzioni e le altre distribuzioni, è quello con il globo terrestre rotante con l'antenna radio che emette in codice morse le parole: V V V V An RKO Radio Picture V V V V (la V in codice Morse sta per "attenzione!").
Nel 1935 Errol Leslie "Sandy" Sanders fondò l'RKO Studio Club che era aperto a tutto il personale della RKO e pubblicava l'omonima rivista.
Lo studio produsse film con artisti come Katharine Hepburn, Fred Astaire & Ginger Rogers, Cary Grant, Alfred Hitchcock, Orson Welles, John Ford, George Cukor, Johnny Weissmuller, Robert Mitchum, Bette Davis, Mary Pickford, Douglas Fairbanks.
La RKO Radio Pictures produsse i primi nove dei dieci musical interpretati da Fred Astaire e Ginger Rogers; il decimo ed ultimo musical della famosa coppia di ballerini, I Barkleys di Broadway, venne prodotto dalla MGM nel 1949. I pionieri del West, film del 1931 prodotto dalla RKO, fu il primo western a conquistare l'Oscar dato al miglior film,
Durante la Grande depressione, lo studio soffrì fortemente l'andamento negativo dell'economia americana e non produsse molto, ma ebbe un'ottima ripresa negli anni quaranta.

### Gli studios, i cinema e il grattacielo RKO
La RKO nel periodo di massima espansione poteva contare su cinque importanti impianti per la produzione cinematografica costituiti da teatri di posa e set per le riprese esterne, possedeva una tra le più importanti catene di sale cinematografiche degli Stati Uniti composta da più di cento cinema comprese le prestigiose sale come il Roxy Theater e l'RKO Palace a New York o l'RKO Pantages a Los Angeles, quest'ultimo venne usato spesso negli anni cinquanta quale sede della cerimonia di assegnazione degli Oscar. L'RKO Building invece è uno dei grattacieli in stile Art déco del Rockefeller Center di New York costruito nel 1931-33 e famoso per alcune immagini, ancora oggi usate come poster in bianco e nero, che riprendono gli operai impegnati nella costruzione dell'RKO Building durante una pausa mentre sono seduti o distesi su una trave di acciaio sospesa nell'aria.
- RKO Hollywood Studios, erano la sede della compagnia ad Hollywood su Gower Avenue 780, costituita da teatri di posa e uffici e confinante con i Paramount studios, negli ultimi anni di attività vennero ceduti a Lucille Ball e Desi Arnaz che insediarono la loro compagnia di produzione televisiva Desilu in seguito divennero parte del gruppo Paramount e accorpati ai Paramount studios e vengono ancora oggi utilizzati come set per le produzioni della Paramount television.
- RKO-Pathè Culver City Studios - 9336 Washington Blvd., Culver City, California, USA (oggi sono studios indipendenti)
- RKO Forty Acres - Culver City, California, USA (demoliti)
- RKO Encino Ranch - Encino, Los Angeles, California, USA (demoliti)
- Estudios Churubusco - Churubusco vicino a Città del Messico, Messico (in comproprietà con produttore messicano, in seguito acquisiti dallo Stato messicano)
- RKO Building (sede degli uffici a New York) - 1270 Sixth Ave., New York, NY, USA. Oggi noto come "1270 Avenue of the Americas Building".

## RKO Teleradio Pictures - RKO Teleradio - RKO General
Nel 1948, la maggioranza del pacchetto azionario della RKO fu acquistata da Howard Hughes. Durante la sua proprietà, la RKO, che negli ultimi anni aveva ripreso a svilupparsi, soffrì per le interferenze di Hughes e il suo anticomunismo. Hughes avrebbe interrotto più volte la produzione per settimane o mesi per le più svariate ragioni. Concluse il suo rapporto con la "RKO Radio Pictures" nel 1955, la holding Radio-Keith-Orpheum Corporation venne ribattezzata "RKO Pictures" e Hughes suddivise le attività del gruppo in due rami: la "RKO Radio Pictures", che a quel punto conteneva tutti i beni del gruppo tranne le sale cinematografiche, e la "RKO Theaters", nella quale confluì l'intera catena di sale cinematografiche. Quest'ultima società fu venduta a causa dell'antitrust case, fondendosi con il circuito Century, prima di essere interamente assorbita dalla Cineplex Odeon. RKO Radio Pictures, invece, fu ceduta a General Tire and Rubber Company per 25 milioni di dollari.
La General Tire aveva già degli interessi nelle compagnie di comunicazione, avendo acquistato la New England's Yankee Network nel 1943 e la General Teleradio (costituita dalla fusione tra la Don Lee Broadcasting System e la Bamberger Broadcasting Service nel 1950) nel 1952. Thomas O'Neill, figlio del fondatore della General Tire's William O'Neill e direttore del settore delle comunicazioni, capì che le stazioni televisive della General Tire's avevano bisogno di programmi e il catalogo dei film RKO sarebbe stato una risorsa perfetta.
La General Tire non era interessata nel settore della produzione, quindi i teatri di posa vennero ceduti nel 1957 alla Desilu Productions per 6 milioni di dollari e la produzione di film RKO cessò quasi del tutto. Gli studi ex-RKO sarebbero stati utilizzati dalla Desilu fino al 1966, quando quest'ultima fu acquistata dalla Gulf+Western e venne inglobata nella G+W's Paramount; gli studi vennero trasformati per permettere le produzioni televisive della Paramount e sono rimasti attivi con questa funzione fino a oggi.
Sotto la General Tire il nome fu prima cambiato in RKO Teleradio Pictures, Inc. nel 1956, poi in RKO Teleradio, Inc. nel 1957, e infine in RKO General nel 1958.
L'acquisto della RKO si rivelò un affare sorprendentemente vantaggioso per la General Tire and Rubber Company, infatti, i diritti televisivi della preziosa library di più di 750 film e 1000 cortometraggi furono ceduti alla C&C Super Corp. per 12,2 milioni di dollari in contante ed altri tre milioni di dollari nei successivi tre anni, Howard Hughes ricomprò per sé i diritti di tre film, Il pilota razzo e la bella siberiana e Il conquistatore per la somma complessiva di 12 milioni di dollari e Il mio corpo ti scalderà per una somma rimasta sconosciuta, infine, gli Studios di Gower Avenue a Hollywood, gli Studios RKO-Pathè a Culver City e RKO Encino Ranch furono venduti alla Desilu Studios di Lucille Ball e Desi Arnaz per 6 milioni di dollari. Alla fine, General Tire and Rubber Company si ritrovò con un profitto netto di più di 4,2 milioni di dollari, trattenne per sé stessa i marchi, il copyright sui film, i diritti sulla library dei film per lo sfruttamento cinematografico e quelli per la trasmissione televisiva nelle 5 città americane in cui possedeva dei canali televisivi, e negli anni a seguire continuò a guadagnare vendendo i diritti dei film in perpetuo a varie società in Europa e nel resto del mondo.

### RKO Radio Networks
Sotto la proprietà di "General Tire and Rubber" la RKO General divenne una holding con interessi in svariati settori, spaziando dall'imbottigliamento di soft drink, soprattutto Pepsi-Cola attraverso RKO Bottling, ai supporti di registrazione magnetica con "RKO Ultrachrome", agli alberghi ed anche ad una compagnia aerea "Frontier Airlines" ma il business core del gruppo restò l'intrattenimento che si spostò dal cinema al settore radiotelevisivo. Attraverso la propria divisione RKO Radio Networks, gestì un grande numero di stazioni radiofoniche e televisive, tra cui la KHJ Los Angeles, la KFRC San Francisco, la WHBQ Memphis, la CKLW Detroit/Windsor e la WOR New York, prima di una serie di scandali che coinvolsero la compagnia portando alla dismissione forzata di stazioni come la WNAC-TV Boston (ora WHDH-TV) nel 1982 o la KHJ-TV Los Angeles (ora KCAL-TV) nel 1989.
Il caso delle licenze radiotelevisive della RKO General ebbe inizio nel 1962 quando venne contestata l'autorizzazione per KHJ-TV (Channel 9 Los Angeles). Durante le udienze dell'FCC (l'ente federale americano che sovraintende alle comunicazioni), furono mosse delle accuse riguardanti dei contratti segreti tra la General Tire and Rubber, proprietaria della RKO General, ed i suoi fornitori. A questi ultimi veniva richiesto, per continuare ad essere fornitori, di acquistare spazi pubblicitari sulle stazioni radio e TV della RKO General, e di non rivelare all'esterno il patto esistente. I dirigenti della holding General Tire and Rubber e quelli della controllata RKO General, che testimoniarono davanti alla commissione federale delle comunicazioni, rigettarono le accuse perciò le licenze vennero rinnovate poiché non esisteva prova documentata delle infrazioni.
Tutto si sarebbe potuto concludere così, ma la successiva licenza che venne contestata era quella per WNAC-TV (Channel 7 Boston), nel 1969. Durante le udienze processuali davanti alla FCC e riguardanti la WNAC-TV, fu scoperto che le accuse circa i contratti segreti erano vere e che la General Tire and Rubber non aveva rivelato i fatti alla FCC quando ne era venuta a conoscenza. Secondo le regole della FCC, quelle azioni da sole comportavano il fatto che RKO General fosse considerata inadatta ad essere licenziataria di stazioni radio e TV da parte della FCC.
A questo punto la RKO General contestò le revoche delle licenze attraverso azioni legali e processi durati oltre 10 anni e durante i quali, pare siano state commesse un certo numero di altre infrazioni illegali.
La perdita reale delle licenze cominciò il 22 maggio 1982, con la perdita della WNAC-TV in favore della New England Television, che ribattezzò la stazione WNEV-TV, e si concluse con la perdita di KHJ-TV nel 1989 a favore della Young Broadcasters. Questa è stata la più grande perdita di licenze sofferta da una compagnia statunitense nella storia della diffusione radiotelevisiva americana.
Il Fortune il 21 aprile 1980 scrisse: "la decisione della FCC... non è stata basata sulla qualità di servizio di radiodiffusione... ma sulla questione riguardante l'integrità societaria della RKO General". Il Time, il 24 agosto 1987, aggiunse: "la General Time and Rubber stava mantenendo fondi neri per certi usi, come impropri pagamenti esteri e discutibili contributi elettorali, e presumibilmente aveva compilato rendiconti finanziari falsi e fuorvianti."
Di particolare rilevanza venne considerata la mancanza di sincerità da parte della RKO General nella segnalazione alla FCC di queste infrazioni.
La RKO General venne privata di una stazione, la WNAC-TV di Boston senza alcun compenso, e fu costretta a vendere le altre stazioni per meno del loro reale valore di mercato, con conseguenti importanti perdite finanziarie.
Un altro interessante risvolto della vicenda fu la manovra legislativa tentata dalla RKO General volta a mantenere almeno una delle licenze.
A beneficio della General Tire and Rubber, il Congresso degli Stati Uniti approvò una legge che imponeva alla FCC di rinnovare automaticamente la licenza a qualunque stazione televisiva VHF che volontariamente avesse traslocato la propria attività nello Stato del New Jersey. A quel punto, la RKO General spostò ufficialmente l'autorizzazione della WOR-TV da New York verso Secaucus, piccola città del New Jersey. Questa azione le fornì il tempo sufficiente per un nuovo rinnovo della licenza, quindi questa licenza per la WOR-TV venne venduta alla divisione Universal Studio della MCA Records nel 1987, dopo un'asta a cui partecipò anche la Westinghouse; la stazione, quindi, venne rinominata WWOR-TV Secaucus.
È interessante notare che la stazione radio WOR aveva iniziato le trasmissioni nel 1922 nei grandi magazzini L. Bamberger & Company nel centro di Newark, nel New Jersey.
Durante le azioni legali intentate contro la sua controllata RKO General, la General Tire and Rubber venne riorganizzata e trasformata nel 1984 nella nuova società GenCorp. La General Tire and Rubber e la RKO General diventarono quindi due delle divisioni della GenCorp.

#### Stazioni Radio possedute dalla RKO
(lista parziale)

## RKO Pictures
Nel 1987 le divisioni RKO General e General Tire and Rubber vennero scorporate dalla Holding GenCorp, la fabbrica di pneumatici venne venduta alla Continental mentre la RKO General, Inc. venne svuotata di tutte le attività cinematografiche che confluirono nella sussidiaria RKO Pictures Inc., il pacchetto azionario di quest'ultima venne conferito ad una nuova società "RKO Enterprises, Inc." creata appositamente. GenCorp cedette RKO Pictures alla Wesray Capital, dopo che era fallito il tentativo di acquisto da parte di una cordata formata da alcuni dirigenti della stessa RKO Pictures. Per breve tempo la RKO venne associata ai parchi di divertimento "Six Flags", già di proprietà della Wesray Capital, per formare la RKO/Six Flags Entertainment, Inc. Nel 1989 i maggiori azionisti della RKO Pictures, Inc., attraverso la Wesray Capital, diventarono l'ex segretario americano al tesoro William F. Simon e Ray Chambers che in seguito rivendettero, tra il 1990 ed il 1991, la RKO Pictures, Inc. a Ted Hartley e Dina Merrill, una famosa coppia di attori di Hollywood, che fondendo la RKO con la loro società di produzione Pavilion Communications, costituirono la RKO Pictures LLC con lo scopo di riprendere l'attività cinematografica sfruttando il vasto catalogo di titoli attraverso la produzione e distribuzione di numerosi remake.
La maggior parte dei diritti di sfruttamento televisivo relativi ai film della RKO erano stati venduti alla fine degli anni cinquanta alla C&C Television Corp. una società dell'industria di alcolici Cantrell & Cochrane ed attraverso complicati passaggi di proprietà e vendite all'asta finirono nel portafoglio della United Artists, che nel 1981 fu acquisita dalla Metro-Goldwyn-Mayer; la MGM/UA fu acquistata nel 1986 da Ted Turner-formando una nuova società denominata Turner Entertainment Co.- che la tenne per soli settantaquattro giorni, rivendendola poi al vecchio proprietario Kirk Kerkorian.
Turner aveva comprato la MGM/UA soltanto per poter mettere le mani sulla ricchissima library di film e cartoni animati, che vennero trattenuti a beneficio della Turner Entertainment. La grandiosa collezione della MGM/UA conteneva oltre a tutti i film MGM, compresi i cartoni animati di Tom & Jerry, anche i film della Warner Bros. precedenti al 1948, tra cui Casablanca, i cartoni animati dei Looney Tunes e le Merry Melodies, i cartoni animati di Hanna-Barbera e tutto il catalogo dei film della RKO Radio Pictures; solo i film della United Artists ritornarono nelle mani di Kerkorian insieme ai marchi Metro-Goldwyn-Mayer e United Artists.
I diritti di sfruttamento cinematografico erano comunque sempre rimasti nelle mani della RKO Pictures, Inc. Negli anni novanta Ted Turner fonde il proprio impero con altri due colossi, Time Warner e America Online, portando alla nascita della AOL Time Warner, in seguito solo Time Warner. La Turner Entertainment ha quindi portato nel gruppo Time-Warner, tra le altre cose, il ricchissimo pacchetto di film (compresi quelli della RKO), i cartoni animati ed i famosi canali televisivi CNN e Cartoon Network.
In Italia i diritti per il catalogo RKO sono attualmente detenuti da Dynit.

### Produzioni recenti
L'attività di produzione cinematografica della RKO Pictures è ripresa agli inizi degli anni ottanta, e sotto la guida di Ted Hartley e Dina Merrill è continuata attraverso la coproduzione con la Disney del film Il grande Joe del 1998, con Charlize Theron, remake del film Il re dell'Africa, produzione RKO del 1949.
- Il pollo si mangia con le mani (Carbon Copy), regia di Michael Schultz (1981)
- Frontiera (The Border), regia di Tony Richardson (1982)
- Il più bel Casino del Texas (The Best Little Whorehouse in Texas), regia di Colin Higgins (1982)
- Il bacio della pantera (Cat People), regia di Paul Schrader (1982)
- Sweeney Todd: The Demon Barber of Fleet Street, regia di Terry Hughes e Harold Prince - film TV (1982)
- D.C. Cab, regia di Joel Schumacher (1983)
- Strade di fuoco (Streets of Fire), regia di Walter Hill (1984)
- Plenty, regia di Fred Schepisi (1985)
- Presunta assassina (Mesmerized), regia di Michael Laughlin (1986)
- Mistery (Half Moon Street), regia di Bob Swaim (1986)
- Un ragazzo adorabile (Campus Man), regia di Ron Casden (1987)
- Su e giù per i Caraibi (Hot Pursuit), regia di Steven Lisberger (1987)
- Hamburger Hill: collina 937 (Hamburger Hill), regia di John Irvin (1987)
- Lighthorsemen - Attacco nel deserto (The Lighthorsemen), regia di Simon Wincer (1987)
- Identità sepolta (False Identity), regia di James Keach (1990)
- Lantern Hill, regia di Kevin Sullivan - film TV (1990)
- Il grande Joe (Mighty Joe Young), regia di Ron Underwood (1998)
- Ritual, regia di Avi Nesher (2002)
- The Magnificent Ambersons, regia di Alfonso Arau - film TV (2002)
- The Gin Game, regia di Arvin Brown - film TV (2003)
- Shade - Carta vincente (Shade), regia di Damian Nieman (2003)
- Laura Smiles, regia di Jason Ruscio (2005)
- Finalmente a casa (Are We Done Yet?), regia di Steve Carr (2007)
- Un alibi perfetto (Beyond a reasonable doubt), regia di Peter Hyams (2009)
- Una fragile armonia (A Late Quartet), regia di Yaron Zilberman (2012)
- Barely Lethal - 16 anni e spia (‘’Barely Lethal’’) regia di Kyle Newman (2015)

#### Solo distribuzione
- Larcenaire, regia di Francis Girod (1990)
- Herman, regia di Erik Gustavson (1990)
- Laws of Gravity, regia di Nick Gomez (1992)
- La banca del seme più pazza del mondo (Frozen Assets), regia di George Miller (1992)